# Euche
L’Euche est un ruisseau français du département de la Dordogne, affluent de la Dronne et sous-affluent de la Dordogne par l'Isle.

## Toponymie
En occitan, le cours d'eau porte le nom d'Eucha[réf. nécessaire].

## Géographie

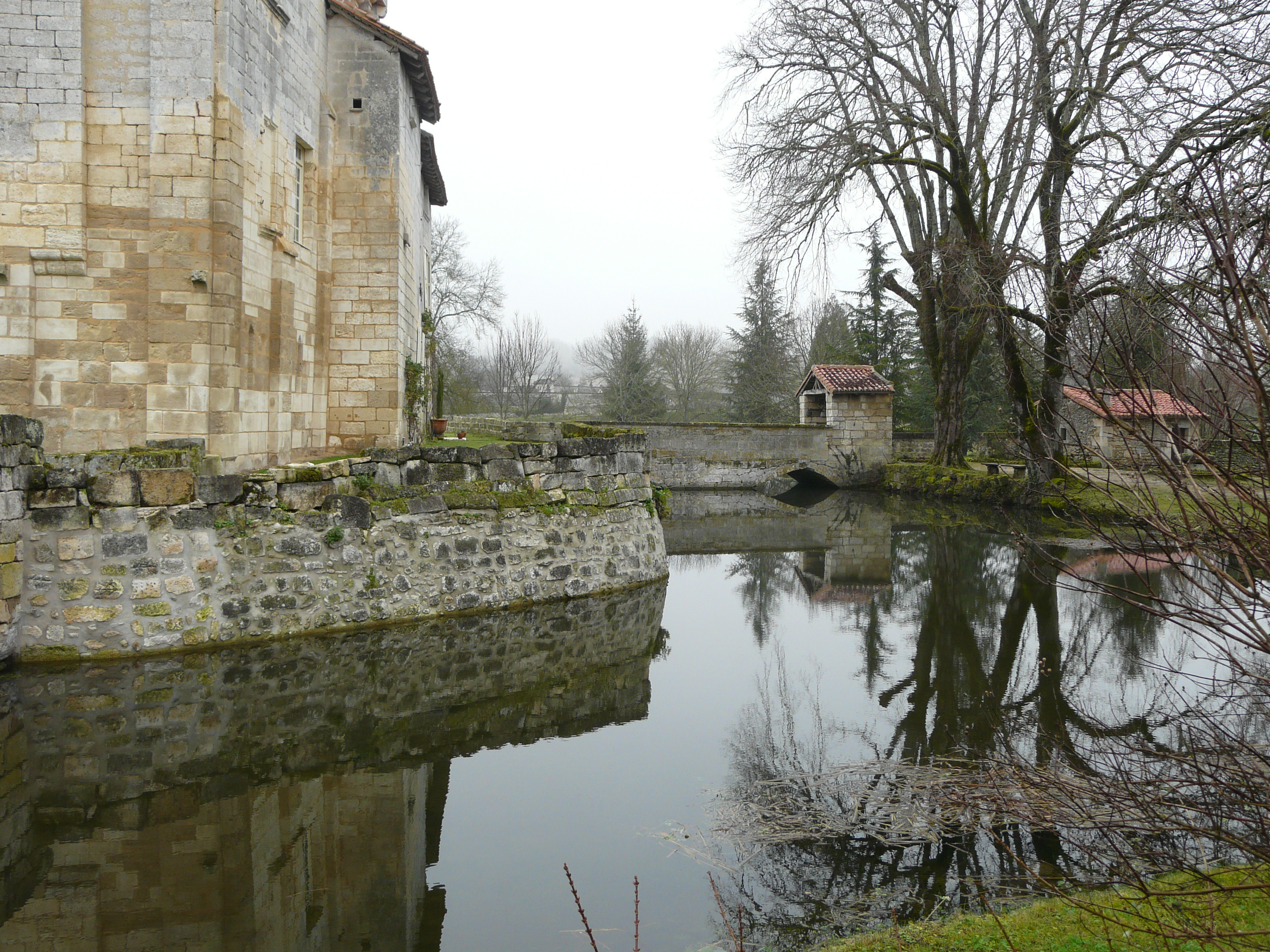
Les douves du château de Chapdeuil, alimentées en eau par l'Euche.

L'Euche prend sa source à 142 mètres d'altitude dans le département de la Dordogne sur la commune de Bourg-des-Maisons, juste au nord-est du bourg.
Elle arrose Chapdeuil, où l'un de ses bras alimente en eau les douves du château, puis Saint-Vivien.
Elle rejoint ensuite la Dronne en rive droite en limite des communes de Grand-Brassac et Creyssac, à 84 mètres d'altitude, dans le canal de dérivation du Moulin de Rochereuil, à côté du pont d’Ambon, deux kilomètres au nord du bourg de Lisle.
Sa longueur est de 12,2 km pour un bassin versant de 87 km2.

### Affluents
Parmi les trois affluents répertoriés par le Sandre, les deux principaux sont situés en rive gauche : 
- le Buffebale, ou le ruisseau de Buffebale, ou le ruisseau de Buffeballe, ou la Julie[N 1]), long de 10,72 km[2] ;
- la Sandonie, un ruisseau long de 9,8 km[3].

### Communes et cantons traversés
À l'intérieur du département de la Dordogne, l'Euche arrose six communes réparties sur deux cantons :
- Canton de Verteillac
  - Bourg-des-Maisons (source)
- Canton de Montagrier
  - Chapdeuil
  - Saint-Just
  - Paussac-et-Saint-Vivien
  - Creyssac (confluence)
  - Grand-Brassac (confluence)

## Hydrologie
Le module de l'Euche est d'environ 0,7 m3/s.
En période de basses eaux, le débit moyen mensuel peut descendre jusqu'à 140 litres par seconde.

### Risque inondation
Un plan de prévention du risque inondation (PPRI) a été approuvé en 2014 pour dix-neuf communes riveraines de la Dronne, affectant ses rives ainsi que la partie aval de son affluent l'Euche sur ses 500 derniers mètres.

## Toponymie
Le nom du ruisseau pourrait provenir de °esca- ou °isca-, d'origine gauloise, correspondant à « eau ».
Sa première mention écrite connue remonte à l'an 1360 sous la forme Uscha.

## Monuments ou sites remarquables à proximité
- À Bourg-des-Maisons :

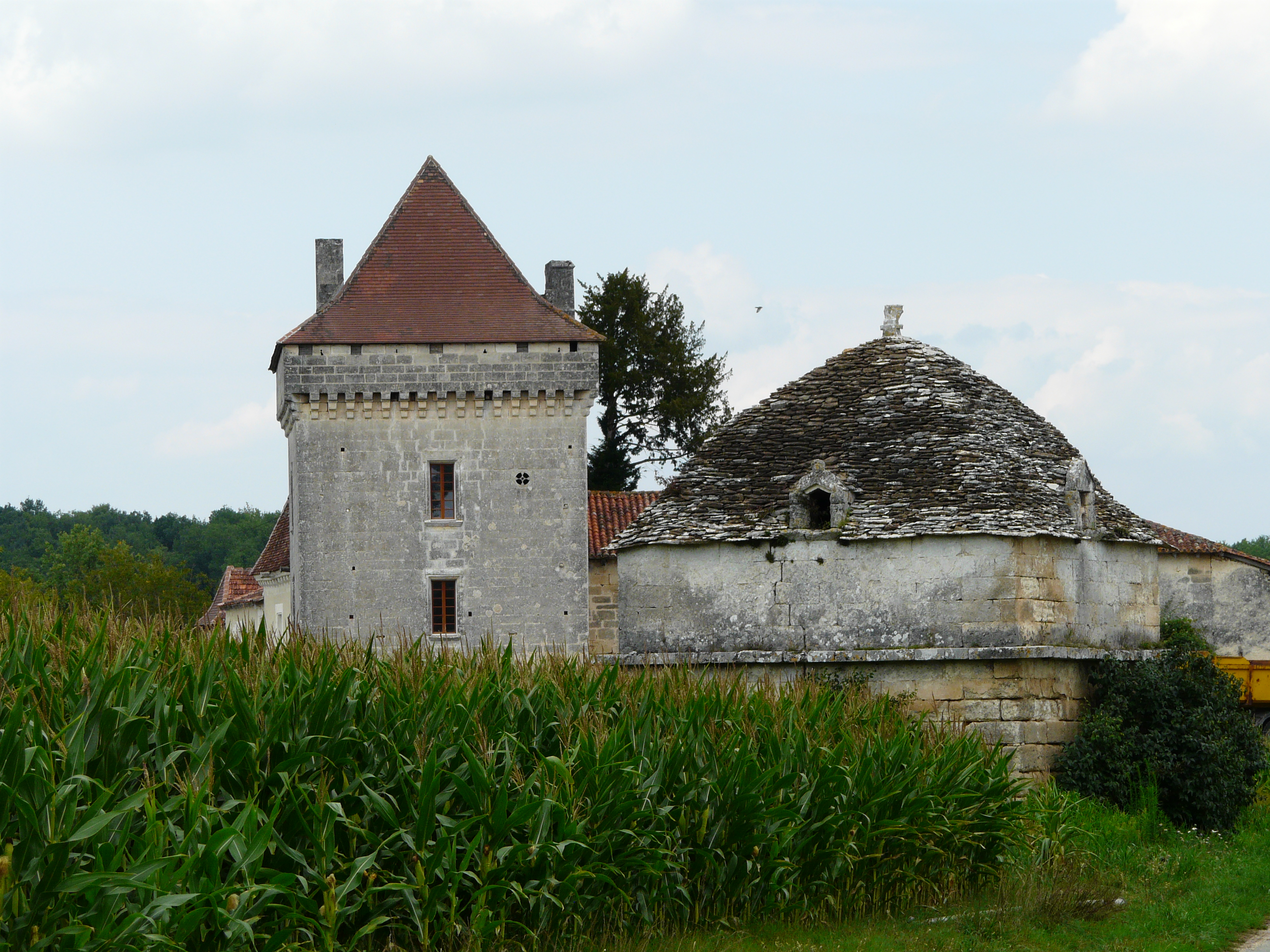
Le pigeonnier et le donjon du château de Narbonne.

  - le château du Reclaud des XVIe et XVIIIe siècles[8] ;
  - le château de Tinteillac du XVe au XVIIe siècle[9] ;
  - la chartreuse de Feraillou du XVIIe siècle[10] ;
  - l'église romane Sainte-Marie et Saint-Barthélemy du XIIe siècle[11].
- À Chapdeuil :
  - le château de Chapdeuil du XVe au XIXe siècle[12] ;
  - une maison forte du XVIe siècle avec tour, dans le village de Chapdeuil[13].
- À Saint-Just :
  - le château de Narbonne, XVIe et XVIIe siècles et son pigeonnier[14] ;
  - l'église Saint-Jacques des XIIe et XVe siècles[15].
- À Grand-Brassac :
  - la grotte de Rochereil (ou Rochereuil), site archéologique[16] ;
  - Château de Marouatte (ou Marouate, Maroite ou Maroitte), du XIIIe au XIXe siècle[17].
- L'église Saint-Vivien des XIIe et XIIIe siècles[18], à Paussac-et-Saint-Vivien.

## Galerie de photos

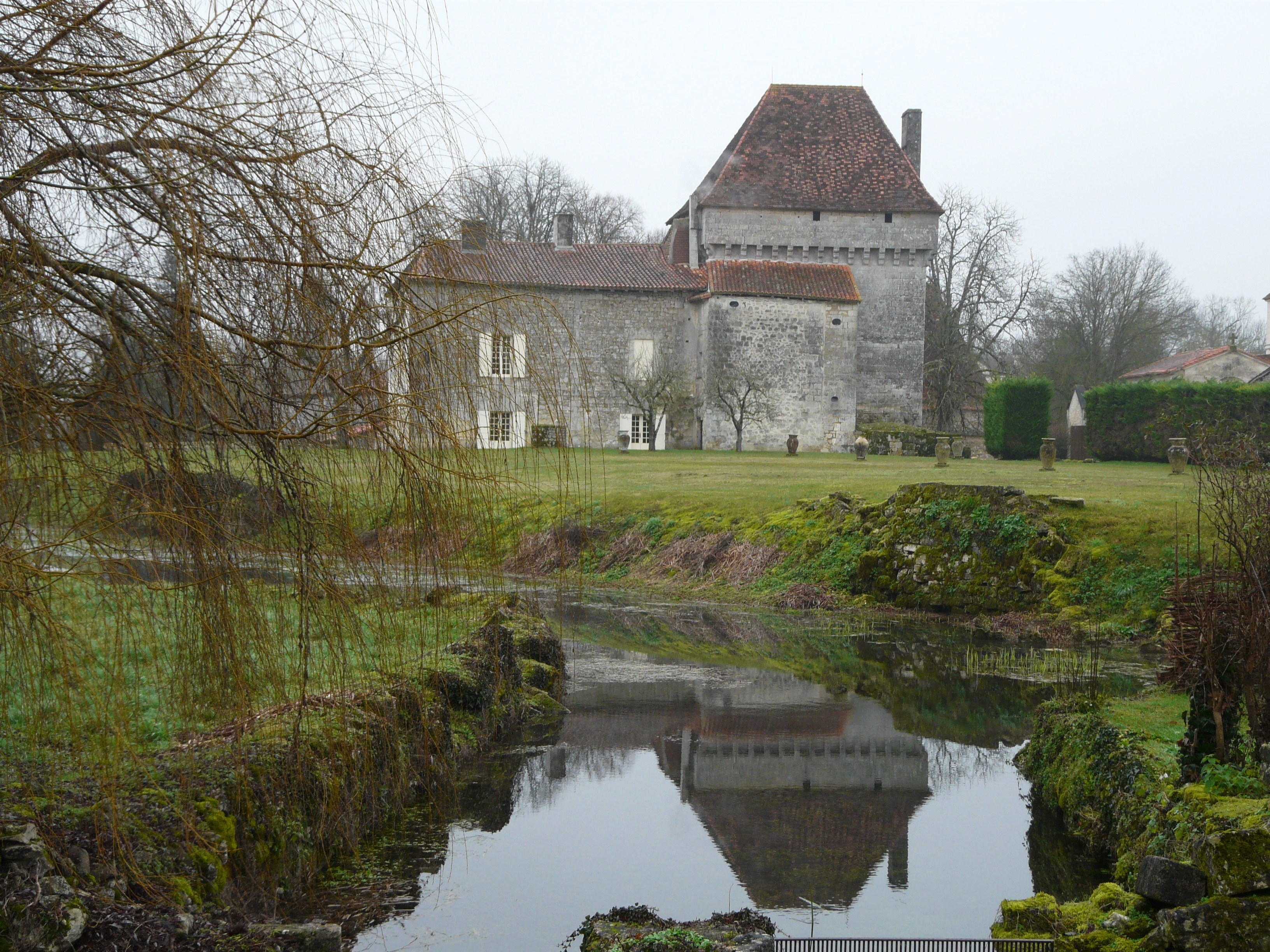
L'Euche alimente en eau les douves du château de Chapdeuil.
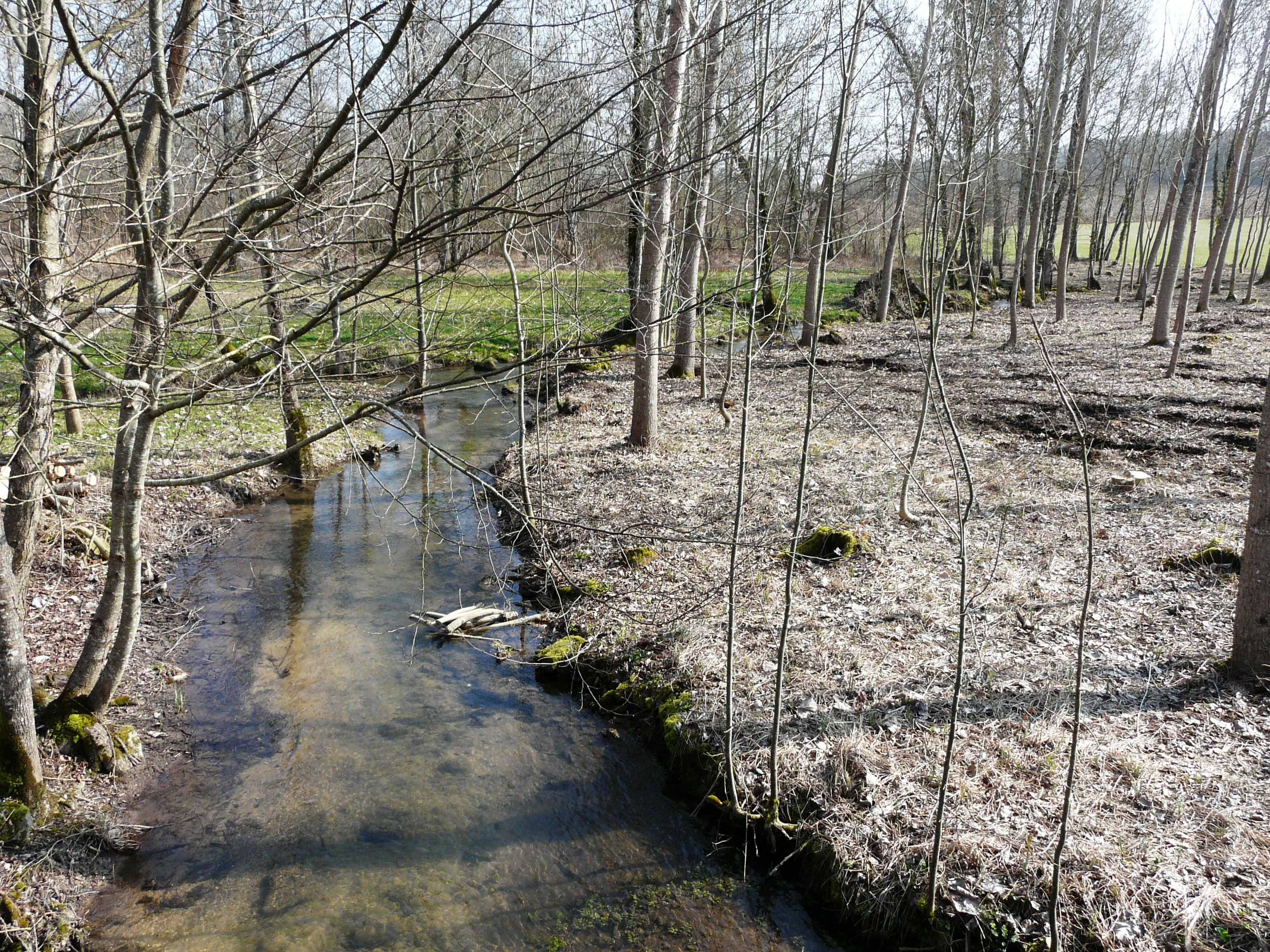
L'Euche à Saint-Vivien.
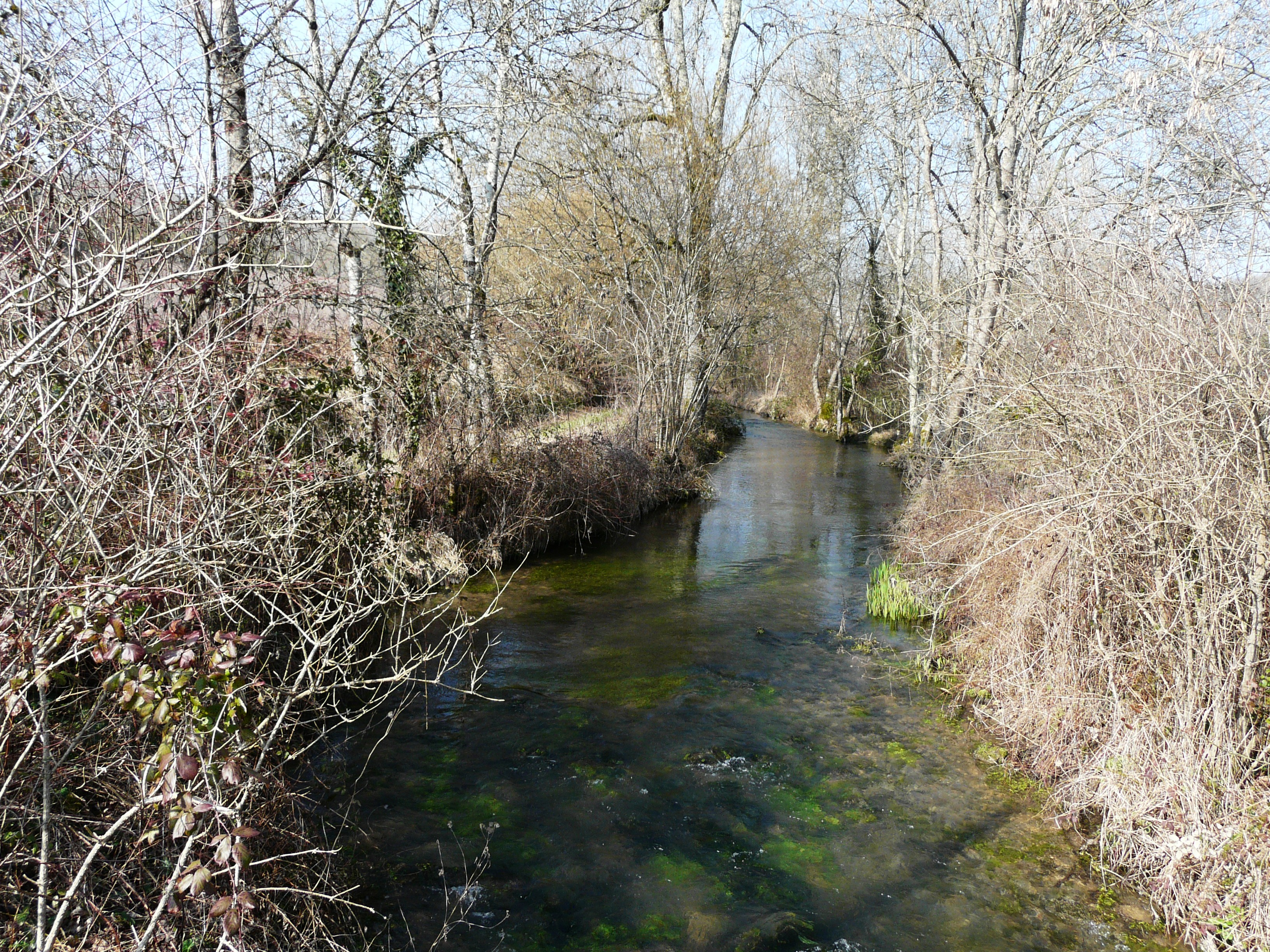
Près de Truffières, l'Euche sert de limite entre Creyssac et Paussac-et-Saint-Vivien.
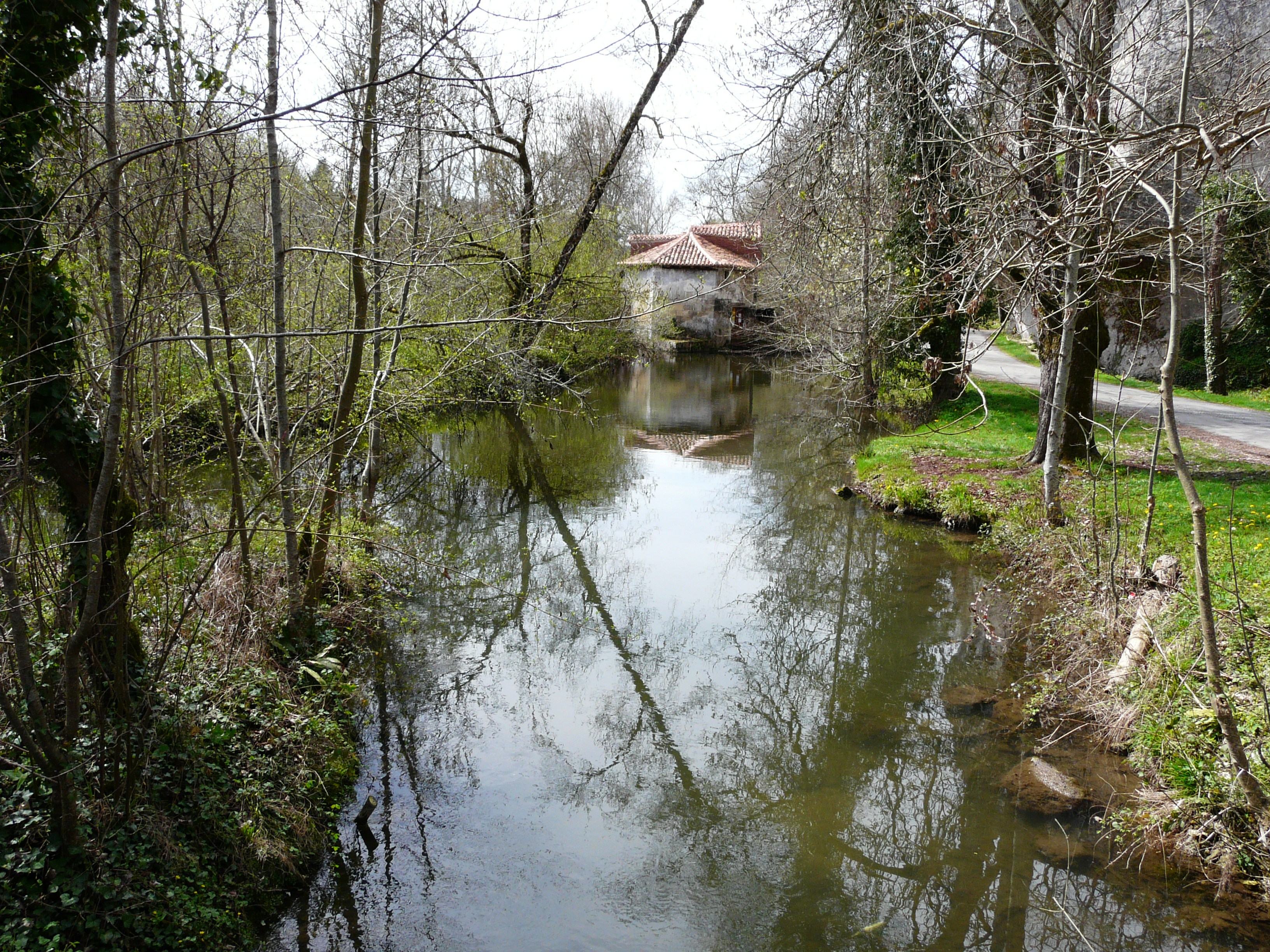
La confluence avec la Dronne. Au fond, le moulin de Rochereuil.